# Огненные часы
О́гненные часы́ (или огневые часы) — вид часов, имевших широкое распространение в древности.

## Типы

### Лампадные часы
В лампу из глины или стекла наливалось столько масла и подбирался такой фитиль, чтобы хватило на определённое время горения светильника. Больше всего этими часами пользовались рудокопы: тогда в лампу наливалось масла на 10 часов горения. Когда заканчивалось масло, заканчивался и рабочий день. Лампадные часы часто делались расширяющимися кверху для равномерного понижения уровня масла: когда масла много, давление его больше и горит оно быстрее, чем когда масла мало, значит, за одно и то же время выгорает больший объём, но ввиду расширения лампы вверху площадь сечения там велика, поэтому хотя выгорит больше, уровень масла уменьшится настолько же.

### Свечные часы
В Китае огненные часы часто представляли собой свечу, изготовленную из специальных сортов дерева, растёртого в порошок. Дерево смешивали с благовониями, из получившегося теста раскатывали палочки различной формы (чаще всего спирали). Этот состав обеспечивал равномерность горения. Палочки могли гореть месяцами, не требуя никакого обслуживания.
Китайские огненные часы могли использоваться и в качестве будильника. Тогда на определённых местах палочки подвешивались металлические шарики, и при сгорании свечи они падали в фарфоровую вазу, издавая громкий звон.
Также в Китае широко использовались свечи с метками: сгорание отрезка свечи между метками соответствовало определённому промежутку времени. В фитиль могли добавлять пахучие травы, чтобы каждый час свеча издавала различный запах.
С XIII века свечные часы распространились и в Европе, в том числе среди правителей.

### Фитильные часы
Представляли собой металлический фитиль, с оболочкой из смеси дегтя с опилками, к которому через определённые промежутки прикреплялись металлические шарики на нитях. Пережигание нити вызывало громкое падение шарика, которое указывало, что истёк определенный промежуток времени.